# RS-410
Pour les articles homonymes, voir Route 410.
La RS 410 est une route locale du Centre-Est de l'État du Rio Grande do Sul qui relie la municipalité de Candelária au district de Bexiga de la commune de Rio Pardo. Elle dessert Candelária, Cachoeira do Sul et Rio pardo, et est longue de 36 km.